# Sire Records
Sire Records este o casă de discuri deținută de Warner Music Group. Compania a fost fondată în 1966. Printre artiștii care au semnat cu această casă de discuri se numără: Madonna, Ramones, Ice T, Depeche Mode și The Cure.